# 網紋擬鮟鱇
網紋擬鮟鱇（学名：Lophiodes reticulatus），為輻鰭魚綱鮟鱇目鮟鱇亞目鮟鱇科的其中一種，分布於西大西洋區，從美國佛羅里達州至南美洲北部海域，棲息深度64-820公尺，體長可達25公分，生活在大陸棚及大陸坡，為深海底棲性魚類，屬肉食性，生活習性不明。

## 擴展閱讀
維基物種上的相關：網紋擬鮟鱇